# Moravčev paradoks
Moravčev paradoks je zapažanje u veštačkoj inteligenciji i robotici da, suprotno tradicionalnim pretpostavkama, rasuđivanje zahteva veoma malo računanja, ali senzomotoričke i percepcione veštine zahtevaju ogromne računarske resurse. Princip su artikulisali Hans Moravec, Rodni Bruks, Marvin Minski i drugi tokom 1980-ih. Moravec je 1988. napisao: „relativno je lako naterati računar da pokazuje performanse na nivou odraslih na testovima inteligencije ili igranju dama, a teško ili nemoguće dati im veštine jednogodišnjaka kada su u pitanju percepcija i mobilnost“.
Slično, Minski je naglasio da su najteže ljudske veštine za reverzni inženjering one koje su ispod nivoa svesne svesti. „Uopšteno govoreći, najmanje smo svesni onog što naši umovi rade najbolje“, napisao je on i dodao: „više smo svesni jednostavnih procesa koji ne funkcionišu dobro nego složenih koji rade besprekorno“. Stiven Pinker je 1994. napisao da je „glavna lekcija trideset pet godina istraživanja veštačke inteligencije da su teški problemi laki, a laki teški“.
Do 2020-ih, u skladu sa Murovim zakonom, računari su bili stotine miliona puta brži nego 1970-ih, a dodatna kompjuterska snaga je konačno bila dovoljna da se počne sa upravljanjem percepcijom i senzornim veštinama, kao što je Moravec predvideo 1976. godine. Godine 2017, vodeći istraživač mašinskog učenja Endru Ng predstavio je „veoma nesavršeno pravilo“, da „skoro sve što tipičan čovek može da uradi sa manje od jedne sekunde mentalne misli, verovatno sada ili u bliskoj budućnosti možemo da automatizujemo koristeći VI“. Trenutno ne postoji konsenzus o tome u kojim zadacima VI ima tendenciju da se ističe.

## Literatura
- Brooks, Rodney (1986), Intelligence Without Representation, MIT Artificial Intelligence Laboratory
- Brooks, Rodney (2002), Flesh and Machines, Pantheon Books
- Brynjolfsson, Erik; Mitchell, Tom (22. 12. 2017). „What can machine learning do? Workforce implications”. Science (на језику: енглески). 358 (6370): 1530—1534. Bibcode:2017Sci...358.1530B. doi:10.1126/science.aap8062. Приступљено 7. 5. 2018.
- Lee, Amanda (14. 6. 2017). „Will your job still exist in 10 years when the robots arrive?”. South China Morning Post (на језику: енглески). Приступљено 7. 5. 2018.
- Minsky, Marvin (1986), The Society of Mind, Simon and Schuster, стр. 29
- Moravec, Hans (1976), The Role of Raw Power in Intelligence, Архивирано из оригинала 3. 3. 2016. г., Приступљено 16. 10. 2008
- Moravec, Hans (1988), Mind Children, Harvard University Press
- McCorduck, Pamela (2004), Machines Who Think (2nd изд.), Natick, MA: A. K. Peters, Ltd., ISBN 1-56881-205-1, p. 456.
- Pinker, Steven (4. 9. 2007) [1994], The Language Instinct, Perennial Modern Classics, Harper, ISBN 978-0-06-133646-1
- Zador, Anthony (2019-08-21). „A critique of pure learning and what artificial neural networks can learn from animal brains”. Nature Communications. 10 (1): 3770. Bibcode:2019NatCo..10.3770Z. PMC 6704116 . PMID 31434893. doi:10.1038/s41467-019-11786-6.

## Spoljašnje veze
- Explanation of the XKCD comic about Moravec's paradox